# Žlutice
Žlutice (in tedesco Luditz) è una città della Repubblica Ceca facente parte del distretto di Karlovy Vary, nella regione omonima.